# Ниживий, Александр Богданович
Алекса́ндр Богда́нович Нижи́вий (латыш. Aleksandrs Ņiživijs; 16 сентября 1976, Рига, Латвийская ССР, СССР) — латвийский хоккеист, игравший на позиции крайнего нападающего. Воспитанник рижского хоккея. В настоящее время является тренером клуба «Динамо» (Рига).

## Карьера
Александр Ниживий начал свою профессиональную карьеру в 1992 году в составе родного рижского «Динамо», носившего в то время имя «Пардаугава». В составе рижан Александр выступал до 1995 года, после чего подписал контракт с ярославским «Торпедо». В составе ярославского клуба Ниживий провёл 288 матчей, в которых он набрал 120 (49+71) очков, в 1997 году впервые в своей карьере став чемпионом России.
Перед началом сезона 2001/02 Александр Ниживий перешёл в "московское «Динамо», однако тот сезон не сложился как для клуба, который не сумел преодолеть первый круг плей-офф, так и для самого игрока, который набрал лишь 6 (3+3) очков в 44 матчах. После ещё одного неудачного сезона в России, проведённого в пермском клубе «Молот-Прикамье», Ниживий принял решение вернуться на Родину, заключив соглашение с клубом «Рига 2000».
Год спустя Александр Ниживий подписал контракт с клубом второго шведского дивизиона «Бьёрклёвен», в составе которого в сезоне 2004/05 он стал лучшим бомбардиром команды, набрав 44 (21+23) очка в 46 проведённых матчах. В 2005 году Ниживий решил вернуться в Россию, заключив соглашение с клубом Высшей лиги нижегородским «Торпедо», также становясь самым результативным игроком команды на протяжении двух сезонов. Однако после выхода «Торпедо» в Суперлигу результативность Александра заметно снизилась, и после окончания сезона 2007/08 он покинул состав «автозаводцев».

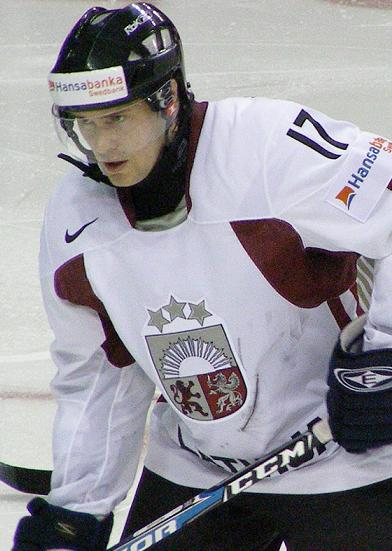
Ниживий на ЧМ-2008

Летом 2008 года Ниживий вернулся в родное «Динамо», сразу же став одним из самых полезных игроков клуба. 1 июня 2010 года, несмотря на слухи об интересе к нему со стороны московского «Динамо», хоккеист продлил своё соглашение с клубом ещё на один сезон.
2 сентября 2008 года Александр Ниживий стал автором первой шайбы в истории КХЛ, открыв счёт в матче с хабаровским «Амуром». 1 февраля 2010 года сделал хет-трик в ворота минского «Динамо» (5:4), став первым в истории хоккеистом из Латвии, забросившим три шайбы в матче КХЛ.

### Международная
В составе сборной Латвии Александр Ниживий принимал участие в юниорских чемпионатах Европы во втором дивизионе 1993 и 1994 годов, на последнем из которых он получил звание лучшего форварда турнира, а также молодёжном чемпионате мира во втором дивизионе 1994 года. На взрослом уровне Александр выступал за сборную на чемпионатах мира, начиная с турнира в первом дивизионе в 1995 году. Единственное первенство, на котором Ниживий не выступал — чемпионат мира 2001 года. Александр Ниживий был под знамёнами сборной на трёх Олимпийских играх — 2002, 2006 и 2010 годов. Всего на счету Ниживия 86 матчей за сборную на крупнейших мировых турнирах, в которых он набрал 47 (15+32) очков.

## Достижения
- Лучший нападающий юниорского чемпионата Европы (Д2) 1994.
- Чемпион России 1997[5].
- Бронзовый призёр чемпионата России (2): 1998, 1999.
- Чемпион Латвии (2): 1993, 2004.
- Серебряный призёр чемпионата Латвии 1994.

## Статистика
| Легенда | Легенда                    | Легенда | Легенда                   | Легенда | Легенда    |
| ------- | -------------------------- | ------- | ------------------------- | ------- | ---------- |
| И       | Количество проведённых игр | Штр     | Штрафное время            | +/−     | Плюс-минус |
| Г       | Голы                       | П       | Голевые передачи          | О       | Очки       |
| -       | Статистика неизвестна      | —       | Статистика не учитывалась |         |            |

### Клубная карьера
- b В «Регулярном сезоне» учитывается статистика игрока совместно с Переходным турниром.

### Международная
| Турнир        | Игр | Г  | П | Очк | +/- | Штр |
| ------------- | --- | -- | - | --- | --- | --- |
| ЮЧЕ-1993 (Д2) | 4   | 5  | 3 | 8   | --  |     |
| ЮЧЕ-1994 (Д2) |     | 14 | 5 | 19  | --  |     |
| МЧМ-1994 (Д2) | 4   | 5  | 7 | 12  | --  | 4   |
| ЧМ-1995 (Д1)  | 5   | 0  | 3 | 3   | --  | 2   |
| ЧМ-1998       | 6   | 2  | 0 | 2   | +2  | 0   |
| ЧМ-1999       | 6   | 1  | 3 | 4   | --  | 4   |
| ЧМ-2000       | 7   | 1  | 3 | 4   | +1  | 0   |
| ОИ-2002       | 4   | 2  | 3 | 5   | +2  | 2   |
| ЧМ-2002       | 4   | 1  | 0 | 1   | -1  | 0   |
| ЧМ-2003       | 6   | 0  | 0 | 0   | -4  | 4   |
| ЧМ-2004       | 7   | 1  | 2 | 3   | -2  | 6   |
| ЧМ-2005       | 6   | 0  | 2 | 2   | +1  | 2   |
| ОИ-2006       | 5   | 2  | 3 | 5   | -2  | 0   |
| ЧМ-2006       | 6   | 0  | 3 | 3   | --  | 4   |
| ЧМ-2007       | 6   | 1  | 0 | 1   | -2  | 0   |
| ЧМ-2008       | 6   | 1  | 1 | 2   | --  | 2   |
| ЧМ-2009       | 7   | 3  | 5 | 8   | +1  | 2   |
| ОИ-2010       | 4   | 0  | 2 | 2   | -3  | 2   |
| ЧМ-2010       | 6   | 1  | 1 | 2   | -5  | 0   |
| ЧМ-2011       | 6   | 1  | 4 | 5   | --  | 4   |
| ЧМ-2014       | 6   | 1  | 1 | 2   | --  | 0   |